# Дэмен
Дэмен — починок в Шарканском районе Удмуртской республики.

## География
Находится в восточной части Удмуртии на расстоянии приблизительно 18 км на запад-юго-запад по прямой от районного центра села Шаркан.

## История
Известен с 1932 года. До 2021 года входил в состав Сосновского сельского поселения.

## Население
Постоянное население составляло 35 человек в 2002 году (удмурты 97 %), 35 в 2012.